# Царнаев, Саид-Хусейн Моазович
Царнаев Саид-Хусейн Моазович (23 января 1957 года, Токмак, Киргизская ССР  — 28 ноября 2020 года, Аргунское ущелье) — российский фотограф, корреспондент агентства Reuters и РИА «Новости».

## Биография
Царнаев родился в 1957 году в городе Токмак в Киргизской ССР. Окончил Ленинградский Политехнический институт по специальности «Гидротехническое строительство речных сооружений и гидроэлектростанций», работал в строительных организациях Ленинграда и Санкт-Петербурга. В 1996 попробовал себя в качестве телеоператора агентства «Чечня-пресс», работал на Первом канале. Позднее занялся фотографией, с 2004 года сотрудничал с Reuters, с 2005 — с РИА «Новости» (с 2009 года — штатный корреспондент).
Фотограф освещал события первой и второй войн в Чечне, восстановление республики и другие события на Кавказе, занимался портретной и пейзажной съёмкой. Погиб 28 ноября 2020 года, сорвавшись с обрыва во время пейзажной съёмки в Аргунском ущелье на территории Итум-Калинского района Чечни.

## Творчество
Царнаев работал в различных жанрах фотографии, в том числе репортажа, портрета и пейзажа. Был автором многих портретов Рамзана Кадырова, которые широко использовались международными агентствами. Освещал обе чеченские войны и послевоенные события в Чечне, Дагестане, Ингушетии, Северной и Южной Осетии, благодаря чему его снимки представляют исторический интерес. Широкую известность получил снимок 2005 года для агентства Reuters, на котором молодой чеченец с автоматом на плече и розой в руках держит зонт над головой девушки.
Работы Царнаева были представлены на персональных и групповых выставках в Москве, Санкт-Петербурге, Сочи, Казани, Дагомысе, Париже и других городах. Архив работ фотографа занимал объём 30 терабайт без учёта 12 тысяч снимков, утраченных в 2014 году во время пожара в Доме Печати в Грозном. Царнаев много времени посвящал обучению молодых фотографов. В конце 2010-х годов, ещё при его жизни, началась работа над выпуском сборника его работ.

### Выставки
- 2010 — экспозиция на стенде Республики Чечня на международной выставке в Париже в рамках года России во Франции[8]
- 2014 — выставка, посвящённая 5-летию отмены режима контртеррористической операции в Чеченской Республике, Национальный музей Чеченской Республики[9]
- 2017 — «Есть только миг между прошлым и будущим», Национальный музей Чеченской Республики, Грозный[1]

Также Царнаев неоднократно входил в жюри Республиканского фотоконкурса «Осень в Грозном».

## Награды
- 2006—2008, 2010, 2012 — Международный конкурс журналистов «Золотое перо» памяти первого Президента Чечни Ахмата Кадырова, призовые места в номинации «Лучший фотоматериал»[12][13]
- 2007 — II Международный журналистский конкурс фотографий, телевизионных сюжетов, видеороликов и документальных фильмов «Евразия. Социальный портрет» (под эгидой ЮНЕСКО), 3 место[12]
- 2014 — Всероссийский ежегодный открытый проект «Лучшие фотографии России — 2013» (Винзавод поддержке Минкульта), 1 место в номинации «Люди. События. Повседневная жизнь» с серией «Во время молитвы»[14].
- 2014 — Всероссийский конкурс «Патриот России» (при поддержке Роспечати, Минобороны и Росвоенцентра), 3 место в номинации «Непобедимая и легендарная» с репортажем «Празднование 10-летия полка специального назначения им. Ахмата Кадырова» (МИА Россия Сегодня)[15]
- 2016 — Всероссийский конкурс прессы «Медиа-АС — 2016» (Минобороны), премия за лучшую журналистскую съёмку «Главный калибр»[16]
- 2018 — Всероссийский конкурс журналистских работ «Слово о Грозном», 1 место в категории «Лучший фоторепортаж» среди федеральных СМИ в качестве корреспондента МИА «Россия Сегодня»[17][18].

## Хобби
С детства увлекался танцевальным искусством, с 6 лет был поклонником Махмуда Эсамбаева. В тайне от родителей учился балету, после переезда в Ленинград занимался в отделении хореографии Ленинградского института культуры им. Н. К. Крупской. Участвовал в вечерах балета совместно с артистами из Санкт-Петербурга (Ленинграда) и Москвы.